# Canyon River
Canyon River är ett vattendrag i Kanada.   Det ligger i provinsen Ontario, i den sydöstra delen av landet, 1 400 km väster om huvudstaden Ottawa.
I omgivningarna runt Canyon River växer i huvudsak blandskog. Trakten runt Canyon River är nära nog obefolkad, med mindre än två invånare per kvadratkilometer.